# (36811) 2000 SA70
2000 SA70 (asteroide 36811) é um asteroide da cintura principal. Possui uma excentricidade de 0.14571790 e uma inclinação de 6.97460º.
Este asteroide foi descoberto no dia 24 de setembro de 2000 por LINEAR em Socorro.